# 核心語言
核心语言是指编程语言本身和相关标准库的总称。
核心语言中的标识符称为关键字。标准C运行时库和核心JAVA包是两个内核语言中相关标准库的例子。